# Đá Đền Cây Cỏ
Đá Đền Cây Cỏ là một rạn san hô thuộc cụm Nam Yết của quần đảo Trường Sa. Đá này nằm về phía tây của đá Ga Ven khoảng 36 hải lý (66,7 km) và về phía tây bắc của đá Lớn khoảng 17 hải lý (32 km).
Đá Đền Cây Cỏ là đối tượng tranh chấp giữa Việt Nam, Đài Loan, Philippines và Trung Quốc. Hiện chưa rõ nước nào thực sự kiểm soát đá này.
- Tên gọi: đá Đền Cây Cỏ; tiếng Anh: Flora Temple Reef hoặc Western Reef[3]; tiếng Trung: 福禄寺礁; bính âm: Fúlùsì jiāo, Hán-Việt: Phúc Lộc Tự tiêu
- Đặc điểm: gồm các rạn san hô chìm dưới nước với độ sâu từ 1,8 đến 5,5 m.[1] Rạn san hô này có hình giot nước trải dài 3 km theo trục đông bắc-tây nam, và 1.2 km theo trục tây bắc-đông nam. Diện tích tổng cộng của rạn san hô này là khoảng 2.58 km².[4]